# 光果密叶翠雀花
光果密叶翠雀花（学名：Delphinium kingianum var. leiocarpum）为毛茛科翠雀属下的一个变种。

## 扩展阅读
- 維基物種上的相關：光果密叶翠雀花